# Rieres de Llaberia-Vandellòs

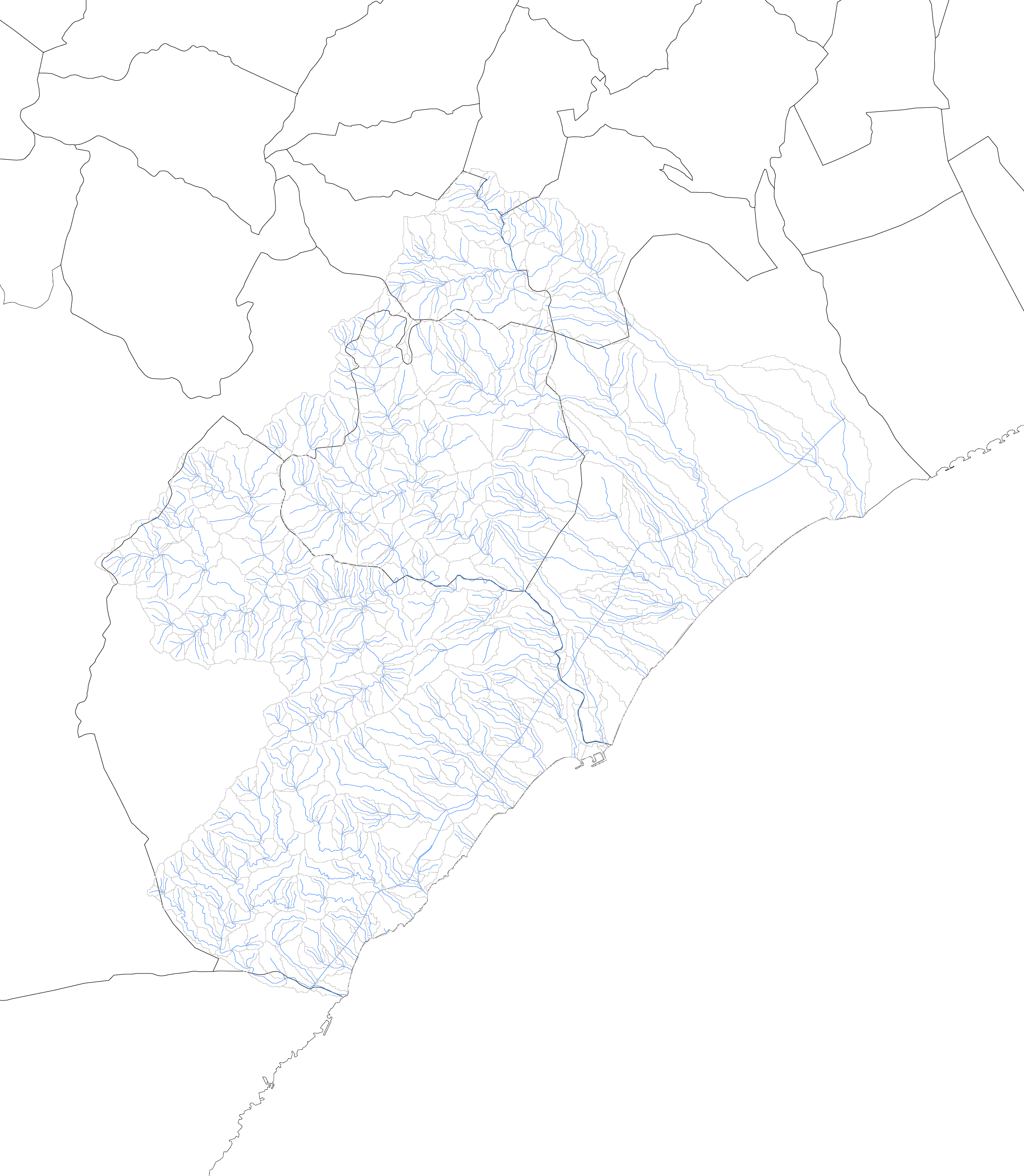
Les conques i rieres de Llaberia-Vandellòs i les zones que abracen dels municipis pels quals s'estenen

Les rieres de Llaberia-Vandellòs són una de les unitats hidrològiques de les Conques Internes de Catalunya. Abraça les conques hidrogràfiques compreses entre les rieres de Calafat - Golf de Sant Jordi, al sud, i la conca hidrogràfica de la riera de Riudecanyes, al nord.
Els barrancs més importants són el del Cap de Terme, el de Mala Set, el de Llèria, el de Cala d'Oques, el de la Porrassa, el riu de Llastres, la rasa dels Rucs, la del Comú, el barranc de la Palma Negra, la rasa del Nas, el barranc de la Porquerola, el de Rifà i el de la Pixerota.